# Angelknoten
Unter Angelknoten oder Anglerknoten werden verschiedene Knoten verstanden, welche hauptsächlich von Anglern zum Fischen mit der Angelrute verwendet werden.
Mit diesen Knoten werden zum Beispiel Angelhaken mit der Angelschnur (Hauptschnur) verbunden. Auch Seitenschnüre, Gewichte, Wirbel, verschiedene Angelköder und weitere Verbindungen (Vorfach) werden damit an die Angelschnur geknotet. Die dünnen und glatten Angelschnüre („Monofile“ = aus nur einer Faser) sowie „Multifile“ (aus mehreren Fasern geflochtene) Angelschnüre verlangen besondere Knüpftechniken.
Das Auffälligste ist eine große Anzahl von Windungen bzw. Wicklungen, um genügend Reibungskraft für die „Knotenfixierung“ auf den glatten Angelschnüren zu bekommen.
Beispielsweise gut zu erkennen beim Albrightknoten, Bimini-Twist-Knoten und Blutknoten.

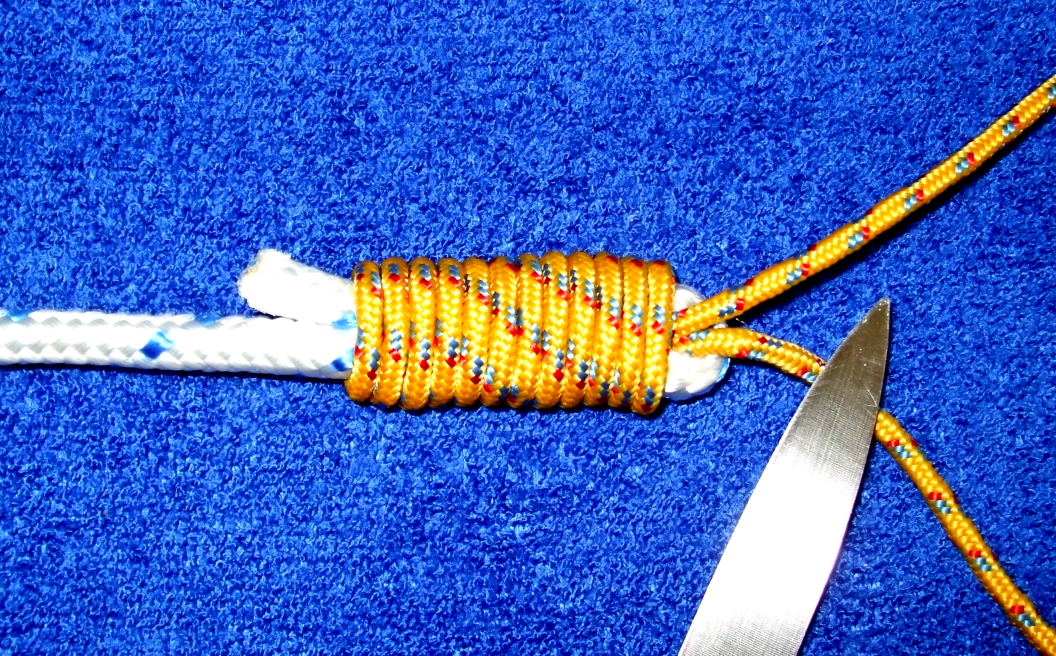
Albrightknoten
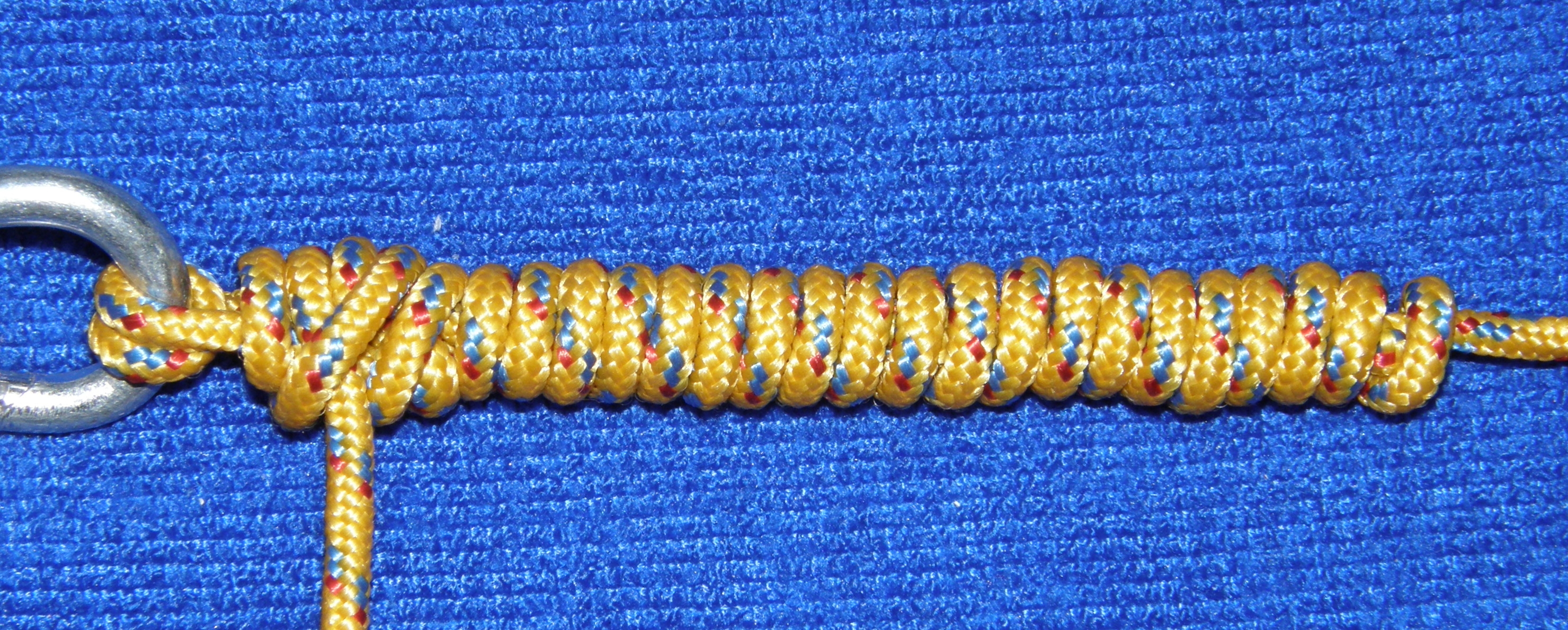
Bimini-Twist-Knoten
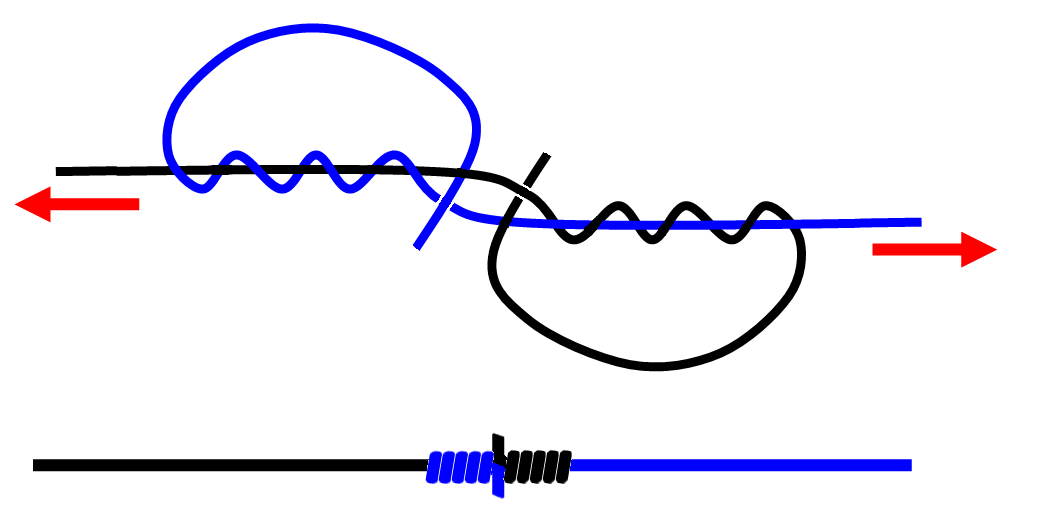
Blutknoten
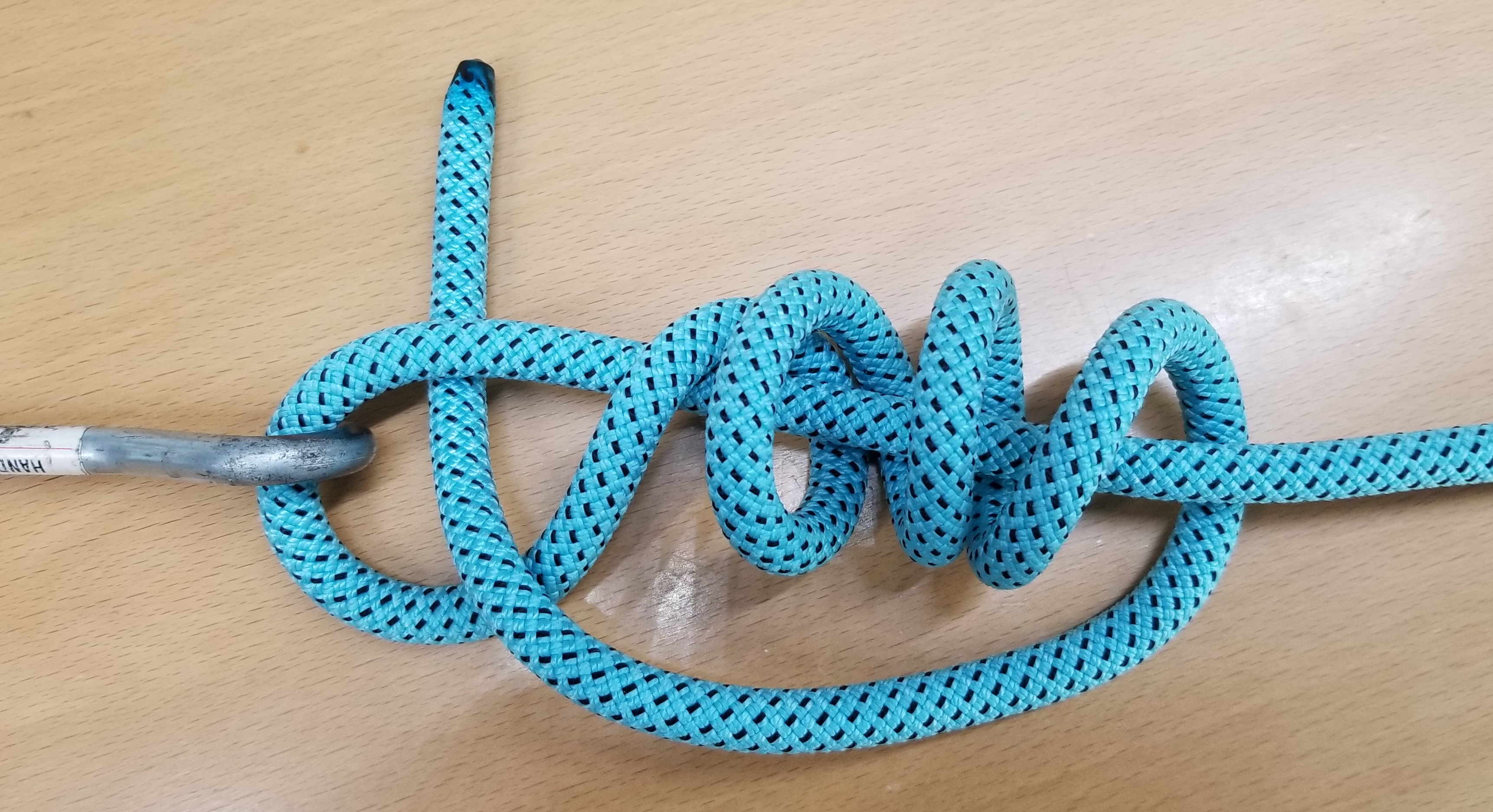
Klammerknoten
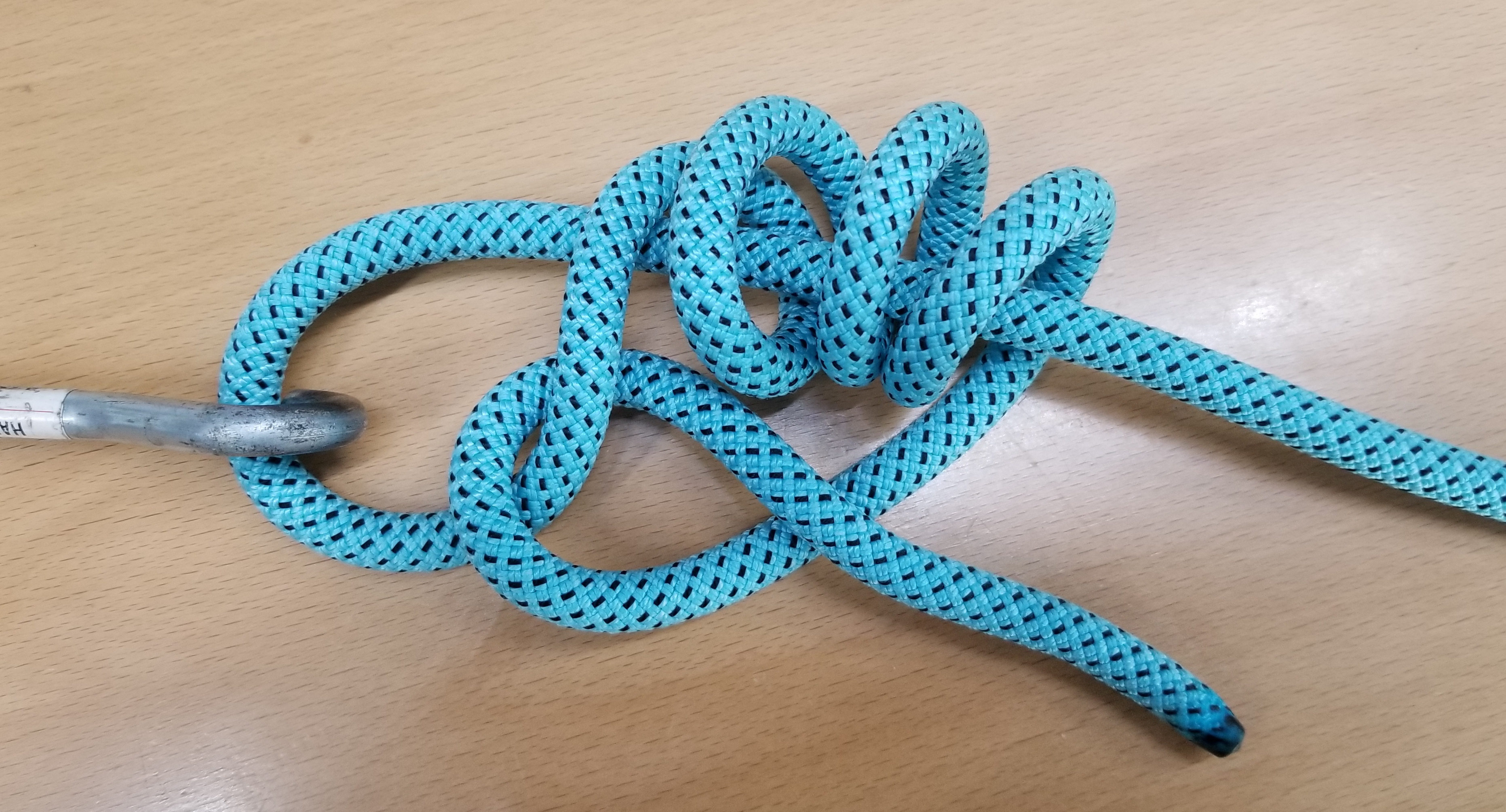
Verbesserter Klammerknoten
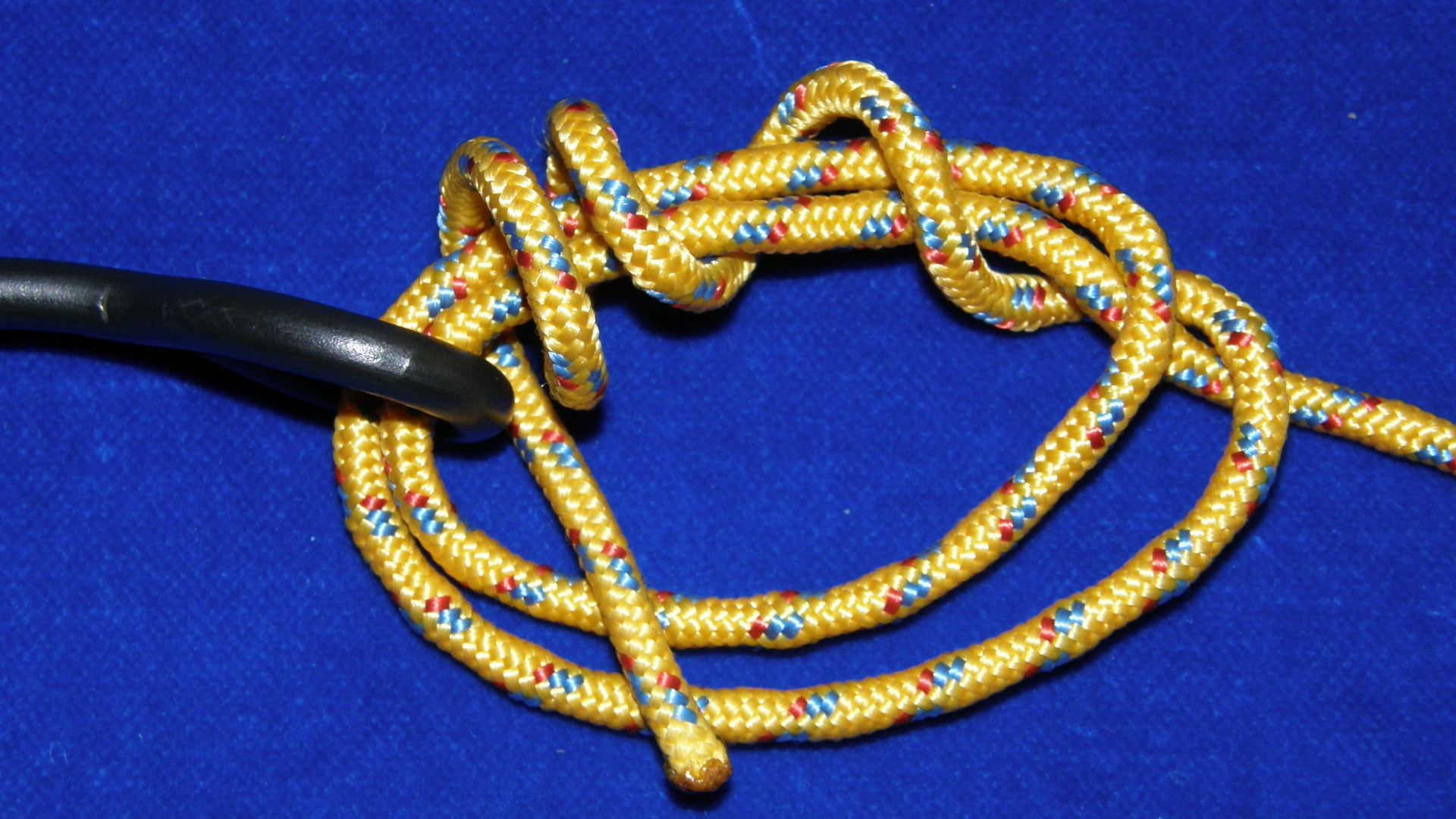
Jansik-Knoten

Vielen Anglerknoten liegt ein mehrfacher Schlingenknoten zu Grunde. Hierbei handelt es sich im Prinzip um ein Auge, durch welches, je nach Schlingenanzahl, so oft die Schnur auf einer Seite hindurch gewickelt wird (Rundtörns), wie die Zahl angibt. Beispielsweise wird der Zweischlingenknoten zweimal und der Fünfschlingenknoten fünfmal durch das Auge gesteckt. Der Klammerknoten (Clinchknoten) wird meist als Vierschlingenknoten ausgeführt.
Um Knoten mit glatter Schnur besser festziehen zu können, empfiehlt es sich, die Schnur anzufeuchten bzw. in Wasser zu tauchen.